# Església parroquial de l'Assumpció (Castellfort)
L'Església Parroquial de l'Assumpció de Maria és una església catòlica situada a la plaça Major de Castellfort, a la comarca valenciana dels Ports. La parròquia pertany a l'arxiprestat dels Ports-Maestrat, del Bisbat de Tortosa i està declarada Bé de Rellevància Local, en la categoria de Monument d'interès local.

## Descripció
El temple es va construir en el solar d'un altre temple anterior, del que encara es veuen restes esculpides del seu retaule en un lateral exterior; sota la direcció de Jaime Asensio.

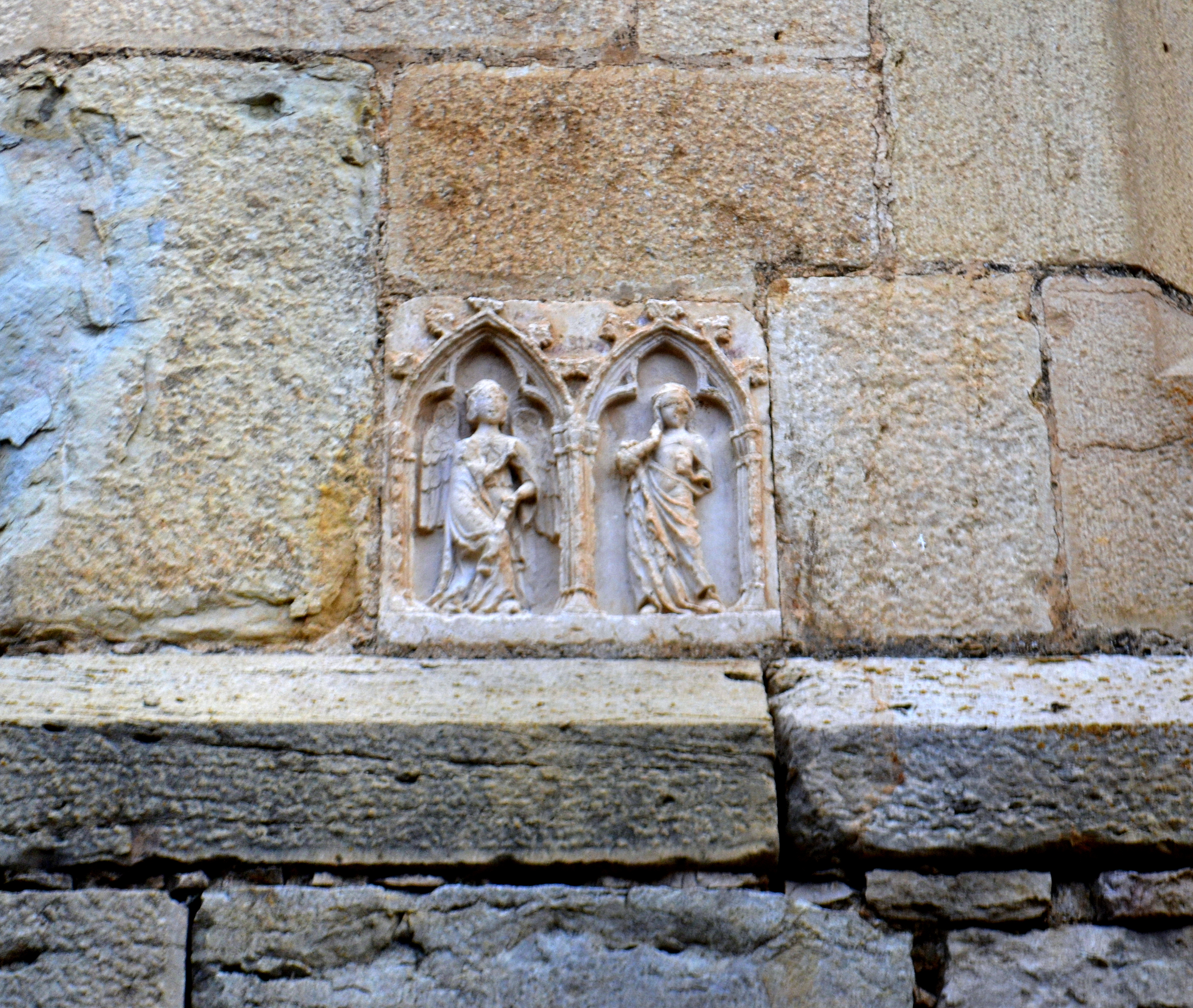
Detall de la façana de l'església

L'edifici presenta tres naus amb creuer en forma de creu llatina. Les tres primeres crugies queden separades amb arcs de maó recolzats en pilastres, sobre les que descansa la coberta d'estructura de fusta que externament acaba a dues aigües. Sobre la porta d'entrada (que és d'estil barroc i en part porticada) se situa el cor alt, al que s'accedeix per una escala lateral.
El creuer està situat en la quarta crugia i està cobert per una cúpula rebaixada de volta paredada, com en la resta de les crugies. La zona del presbiteri acaba en un absis que es cobreix en la nau central amb una semicúpula de volta paredada. Les naus laterals s'usen una com a sagristia i una altra, més petita, com a capella.
Externament la façana principal presenta tres cossos. El central, de fàbrica de carreus, forma una portada barroca amb escultures, rematada amb una cornisa mixtilínea, que acaba en uns pinacles. Quant als cossos laterals, de fàbrica de maçoneria reforçada en les cantonades amb carreus, presenten tres cossos a manera de torres campanars, una d'elles manca finalitzar.
Pel que fa al seu interior, no queda res del retaule major i han desaparegut algunes peces d'orfebreria, com un calze del segle xv amb punxó de Morella i una creu processional major. Dels seus tresors només queda una capa pluvial amb un brodat que representa el Sopar del Senyor, datada del segle xv.